# Harold St. John
Harold St. John (født 24. (eller 25.) juli 1892 i Pittsburgh, Pennsylvania, død 12. december 1991 i Honolulu, Hawaii) var en amerikansk botaniker, hvis forskning drejede sig om feltbotanik og plantesystematik. Han har beskrevet og navngivet ca. 500 arter af slægten Skruepalme (Pandanus) og en del andre arter især fra Stillehavsområdet.
St. John fik sin uddannelse på Harvard University, hvorfra han også fik sin doktorgrad i 1917. Efter at have gjort tjeneste i Europa under den 1. verdenskrig underviste han i botanik på Washington State University i årene 1920-29, hvor han også blev bestyrer af herbariet. I 1929 blev han ansat ved University of Hawaii, hvor han var leder i lange perioder (1929-1940 og 1943-1954). Senere blev han direktør for universitetets botaniske have, Lyon Arboretum.
Kort efter sin ankomst til Hawaii blev han deltager i Mangarevan ekspeditionen, som i 1934 hjembragte den muligvis største samling nogensinde af polynesiske planter. Under den 2. verdenskrig søgte han orlov for at lede et hold af videnskabsfolk på en ekspedition til regnskovene i Columbia. Målet var at finde eksemplarer af Kinabarktræ, sådan at man kunne skaffe en alternativ kilde til malariamedicinen kinin, som der var mangel på. Hans hold høstede 60.000 tons bark på denne rejse. Efter krigen undersøgte han virkningerne af radioaktivitet på vegetationen på Marshalløerne efter ønske af USAs atomenergikommission (United States Atomic Energy Commission).
St. John fortsatte med sine rejser og bogudgivelser længe efter, at han var blevet pensioneret. Han var professor ved Chatham College i sin fødeby, Pittsburgh (1958-59) samt ved Université de Saigon og Université de Hue (1959-1961) i Vietnam. Derefter var han ansat ved Cairo University i 1963. Han var medlem af American Association for the Advancement of Science og Linnean Society of London.

## Autornavn
Autornavnet H.St.John kan bruges for Harold St. John sammen med et videnskabeligt artsnavn inden for botanikken. (Wikipedia-artikler der bruger autornavnet)

## Eksterne links
- George Wooten: Biography of Harold St. John (1892-1991): From Labrador to Polynesia Arkiveret 13. januar 2013 hos  Wayback Machine - meget grundig, men på (engelsk)
- Scholar Space: St. John, Harold - en kortere, mere cv-agtig beskrivelse på (engelsk)